# Gil Servaes
Gil Servaes (Sint-Agatha Berchem, 11 april 1988) is een Belgische voetballer, die vanaf het seizoen 2012-2013 uitkomt voor derdeklasser Racing Mechelen. Servaes kreeg in de loop van het seizoen 2007-2008 zijn eerste kansen in het eerste team van FC Dender EH. Voordien speelde hij nog bij RFC Evere, Diegem Sport, KFC Strombeek en FC Brussels in de jeugdploegen. Zijn positie is verdediger of middenvelder.